# Peter Wirnsberger
Peter Wirnsberger (Vordernberg, 13 de septiembre de 1958) es un deportista austríaco que compitió en esquí alpino.
Participó en los Juegos Olímpicos de Lake Placid 1980, obteniendo una medalla de plata en la prueba de descenso.
Ganó una medalla de plata en el Campeonato Mundial de Esquí Alpino, en el descenso. En la Copa del Mundo consiguió ocho victorias y veintisiete podios en total.
En 1996 recibió la Condecoración de Honor de Plata de la Orden al Mérito de la República de Austria.

## Palmarés internacional
| Juegos Olímpicos   | Juegos Olímpicos             | Juegos Olímpicos | Juegos Olímpicos |
| Año                | Lugar                        | Medalla          | Prueba           |
| ------------------ | ---------------------------- | ---------------- | ---------------- |
| 1980               | Lake Placid (Estados Unidos) | Medalla de plata | Descenso         |
| Campeonato Mundial |                              |                  |                  |
| Año                | Lugar                        | Medalla          | Prueba           |
| 1980               | Lake Placid (Estados Unidos) | Medalla de plata | Descenso         |